# Ruta Provincial 2 (Santa Fe)
La Ruta Provincial 2 es una carretera de jurisdicción provincial que atraviesa diagonalmente la provincia argentina de Santa Fe de centro a norte. Sus 334 km no están totalmente pavimentados ya que desde Laguna Paiva hasta San Cristobal es  de ripio o tierra, y el tramo que va desde Laguna Paiva hasta cayastacito esta en total estado de abandono siendo prácticamente intransitable.
En el departamento San Cristóbal, su traza se superpone por aproximadamente 60 km con la de la Ruta Provincial 13 entre San Cristóbal y La Cabral.
A pesar de que en el sector comprendido entre Huanqueros y Nueva Italia, se presentan graves deficiencias en la traza, en el tramo entre Ruta Provincial 17 y la localidad de Esteban Rams, se han realizado obras para mejorar la malla asfáltica.

## Localidades
Las ciudades y pueblos por los que pasa esta ruta de este a oeste son: (los pueblos con menos de 5000 habitantes figuran en itálica)

### Provincia de Santa Fe
- Departamento La Capital: Monte Vera (km 0), Arroyo Aguiar (km ), Laguna Paiva (km ).
- Departamento San Justo: Nare (km ), San Justo (km ), Petronila (km ), Cayastacito (km ).
- Departamento San Cristóbal: Santurce (km ), Villa Saralegui (km ), María Eugenia (km ), La Lucila (km ), Ñanducita (km ), San Cristóbal ( km), La Cabral (km ), Huanqueros (km ), Las Avispas (km ), Nueva Italia (km ),
- Departamento 9 de Julio: Esteban Rams (km ), Logroño (km ), Independencia (km ), Tostado (km ).